# James Juvenal
James Benner "Jim" Juvenal (født 12. januar 1874 i Philadelphia, død 2. september 1942 smst.) var en amerikansk roer, som deltog i to olympiske lege i begyndelsen af 1900-tallet.

## Rokarriere
Juvenal var en af de bedst kendte roere fra Vesper Boat Club i fødebyen Philadelphia i tiden omkring år 1900. Han vandt i perioden 1893-1906  over 100 løb, heriblandt Middle States-regattaen i 1893, hvor han roede i aluminiumsbåd, hvilket så vidt vides var første gang, en båd af dette materiale blev brugt i konkurrence. Han vandt også det amerikanske mesterskab i 1902 i singlesculler samt seks mesterskaber i træk ved Schuylkill Navy-regattaen. Han var med i Vesper-otteren, der repræsenterede USA ved OL 1900 i Paris sammen med Bill Carr, John Exley, John Geiger, Ed Hedley, Harry DeBaecke, Roscoe Lockwood, Ed Marsh og Lou Abell (styrmand). Amerikanerne kvalificerede sig let til finalen, hvor de også vandt klart med et forspring på seks sekunder til belgierne på andenpladsen, mens den hollandske båd blev nummer tre.
Ved OL 1904 i St. Louis stillede han op i singlesculler i en konkurrence, hvor udelukkende amerikanske både deltog, og konkurrencen talte derfor samtidig som amerikanske mesterskaber. Her var Frank Greer forsvarende mester fra 1903, og han vandt med to længder foran Juvenal, der blev nummer to, mens Constance Titus blev treer.

## Videre karriere
Juvenal blev i 1906 træner i roning og var dermed professionel. Han trænede forskellige klubber og var kortvarigt landstræner i Cuba.
Han var derudover ansat ved elektricitetsværket i Philadelphia i fyrre år.

## OL-medaljer
- 1900  Paris -  Guld i otter
- 1904  St. Louis -  Sølv i singlesculler